# 第27回スーパーボウル
第27回スーパーボウル（Super Bowl XXVII）は1993年1月31日にカリフォルニア州パサデナのローズボウルで行われたアメリカンフットボールの試合。NFLの1992年のレギュラーシーズン、プレーオフを勝ち上がったダラス・カウボーイズ、バッファロー・ビルズがNFLチャンピオンシップを争った。試合はカウボーイズが52対17でビルズを下し15年ぶり3度目の優勝を果たした。両チームの合計得点69は当時のスーパーボウル記録であった。ビルズはマイアミ・ドルフィンズ（第6回から第8回まで3年連続出場）以来となるスーパーボウル3年連続出場を果たしたが3連敗となった。
この試合でビルズはインターセプト4回、ファンブル5回でボールを失い、スーパーボウル記録となる9回のターンオーバーでボールを失った。カウボーイズも2回ターンオーバーでボールを失い、両チーム合計11回のターンオーバーは第5回スーパーボウルでのボルチモア・コルツとカウボーイズの試合に並ぶスーパーボウルタイ記録となった。MVPにはパス30本中22本を成功させ273ヤード、4タッチダウンパスをあげたトロイ・エイクマン（ランでも28ヤード獲得）が選ばれた。ジミー・ジョンソンはカレッジフットボールでの優勝及びスーパーボウル制覇を成し遂げた最初のヘッドコーチとなった。

## 背景
当初フェニックス・カージナルスの本拠地であるサンデビル・スタジアムでの開催が予定されていたがアリゾナ州でキング牧師生誕記念日を祝日にならなかったことからアフリカ系アメリカ人プレーヤーの割合が増加してきたNFL選手会はアリゾナでの開催を拒否、パサデナのローズボウルでの開催となった。

### 復活したダラス・カウボーイズ
ダラス・カウボーイズはトム・ランドリーヘッドコーチがチームを率いた期間のうち、1966年から1985年までの20シーズン中18回プレーオフに進出しスーパーボウルに5回出場し2回優勝した。しかし1980年代終盤にはチーム成績は低迷し1988年には3勝13敗に終わった。1989年2月25日にチームを買ったジェリー・ジョーンズは1960年のチーム創設以来のヘッドコーチであったランドリーを解任、マイアミ大学のヘッドコーチ、ジミー・ジョンソンを後任に据えた。ジョーンズオーナーはGMのテックス・シュラム、副社長のギル・ブラントも解任した。1988年の3勝13敗はNFL最低の成績であったため1989年のNFLドラフト全体1位でUCLAのクォーターバック、トロイ・エイクマン（現役通算で6回プロボウルに選出された。）を獲得した。1989年のシーズン中にチームは唯一プロボウルに選ばれたハーシェル・ウォーカーをミネソタ・バイキングスにトレードし5人のベテラン選手と8つのドラフト指名権を獲得した。1989年シーズンチームは創設以来最悪の1勝15敗に終わった。補充ドラフトでスティーブ・ウォルシュを獲得したため翌年のドラフト全体1位指名権は失っていたがドラフト1巡目でエミット・スミスを獲得、1988年に入団したワイドレシーバーのマイケル・アービン、フェニックス・カージナルスからジェイ・ノバチェク（カウボーイズ在籍6年のうち5回プロボウルに選出された。）とオフェンスのタレントが揃った。ドラフトではスピードがあり俊敏で運動能力の高い選手を獲得しチームの再建を進めた。1990年は7勝9敗で終えてエミット・スミスは新人王にジョンソンヘッドコーチは最優秀コーチに選ばれた。1991年には11勝5敗で6シーズンぶりのプレーオフ出場を果たした。1992年にはリーグ2位の13勝3敗でシーズンを終えた。ディフェンスからプロボウルに選ばれた選手はいなかったがトータルディフェンスはリーグトップの成績で相手に4,278ヤードしか許さなかった（ランディフェンスもリーグトップで1,244ヤードしか許さなかった）。ディフェンスラインはジム・ジェフコート（10.5サック）、トニー・トルバート（8.5サック）、チャールズ・ヘイリー（1990年のサック王でこの年サンフランシスコ・フォーティナイナーズから加入した。）に率いられた。ラインバッカーの中心にはケン・ノートン・ジュニアがディフェンスバックのケネス・ガント、ジェームズ・ワシントンは3インターセプトをあげた。
一方オフェンスはエイクマンがパス473本中302本を成功、3,445ヤード（リーグ4位）、23タッチダウンパス、14インターセプトの成績を残した。スーパースターとなったエミット・スミスはリーグトップの1,713ヤードを走り18個のラッシングTDをあげると共に59回のパスキャッチで335ヤードを獲得、1TDレシーブをあげた。マイケル・アービンは78回のキャッチで1,396ヤード、7TDをあげ、もう1人のワイドレシーバー、アルビン・ハーパーは35回のキャッチで562ヤード、4TD、ノバチェクは68回のキャッチで630ヤード、6TDの成績を残した。オフェンスラインのネイト・ニュートン、マーク・ステプノスキーはプロボウルに選ばれた。

### バッファロー・ビルズの3回目の挑戦
ビルズは3年連続でスーパーボウルに敗れた最初のチームとなった。プロボウルには12人の選手が選ばれ、レギュラーシーズン中は彼らのノーハドル・オフェンスはリーグ2位の6,114ヤードを獲得しラッシングオフェンスはリーグ1位の2,436ヤードを稼いだ。ランニングバックのサーマン・トーマスは1,487ヤードを走り9TDをあげると共に58回のキャッチで626ヤード、3TDをあげた。ケネス・デービスは613ヤードを走ると共に15回のキャッチで80ヤードを獲得した。クォーターバックのジム・ケリーはパス462本中269本を成功、3,457ヤード、23タッチダウンパス、19インターセプトの成績を残した。ワイドレシーバーのアンドレ・リードは65回のキャッチで913ヤード、3TDをあげ、ジェームズ・ロフトンは51回のキャッチで786ヤード、6TD、ドン・ビービーは33回のキャッチで554ヤード、2TD、タイトエンドのピート・メッツェラーズは30回のキャッチで298ヤード、6TDをあげた。リーグでもトップクラスのオフェンスラインはウィル・ウルフォード、ジム・リッチャー、ハワード・バラード、ケント・ハルらプロボウルに選ばれたことのある選手で構成された。
ディフェンスラインはブルース・スミス（14サック）、前年怪我のためシーズンのほとんどを欠場したジェフ・ライト（6サック、1ファンブルリカバー）に率いられた。ラインバッカーにはダリル・タリー（77タックル、4サック）、シェーン・コンラン（66タックル、2サック、1インターセプト）、プロボウルに選ばれたコーネリアス・ベネット（52タックル、4サック、3ファンブルリカバー）らに率いられた。ディフェンスバックでは2年目のヘンリー・ジョーンズがNFLトップの8インターセプトで2リターンTD、マーク・ケルソーが7インターセプト、プロボウルに選ばれたネイト・オドムスが5インターセプトをあげた。
レギュラーシーズン最終週のヒューストン・オイラーズに敗れて11勝5敗となったチームは同率で終えたマイアミ・ドルフィンズに地区優勝を奪われワイルドカードでプレーオフに進出した。そのためプレーオフ初戦を勝ち上がってもスーパーボウルに出場するにはロードで2連勝する必要が生まれた。さらにオイラーズ戦でひざを負傷したケリーはプレーオフ2試合を欠場することとなった。

### プレーオフ
カウボーイズはプレーオフ初戦のフィラデルフィア・イーグルス戦で相手オフェンスに178ヤードしか与えずランドール・カニンガムを5回サックし、34-10で勝利した。一方オフェンスはランで160ヤード、パスで185ヤードを獲得、エイクマンはパス25本中15本を成功させ2タッチダウンパスを決めた。またエミット・スミスは114ヤードを走り1タッチダウンをあげた。NFCチャンピオンシップゲームではサンフランシスコ・フォーティナイナーズと対戦した。この両チームがチャンピオンシップゲームで対戦したのは1981年シーズンにジョー・モンタナからドワイト・クラークへのザ・キャッチと呼ばれているタッチダウンパスが決まりフォーティナイナーズが勝利して以来のことであった。フォーティナイナーズはリーグトップの14勝2敗の成績をあげ総得点431はリーグトップであった。第4Q残り9分でエイクマンからエミット・スミスへの16ヤードのTDパスが決まりカウボーイズは24-13とリードを広げたがスティーブ・ヤングからジェリー・ライスへの5ヤードのTDパスが決まり残り4分22秒で24-20と4点差になった。残り時間をランプレイで消費した後、エイクマンからハーパーへの70ヤードのパスが決まり3プレイ後、ケルビン・マーティンへ6ヤードのTDパスが決まり（トライフォーポイントはブロックされて失敗）30-20で勝利した。
プレーオフ初戦でビルズはオイラーズと対戦した。この試合ではケリーとベネットが欠場した他、サーマン・トーマスが前半に臀部の負傷をしてほとんどプレーできなかった。前半ビルズがFG1本しか決められなかったのに対してオイラーズのQBウォーレン・ムーンは222ヤードを投げて4タッチダウンパスを決め前半でビルズは3-28と大きくリードを許した。さらに後半開始すぐのフランク・ライクが投げたパスはババ・マクドウェルがインターセプトし58ヤードのリターンTDを決めて3-35となった。しかしそこからビルズは信じられない反撃を開始しケネス・デービスの1ヤードのTDラン、オンサイドキックを成功させて攻撃権を得るとビービーへの36ヤードのTDパス、リードへの26ヤード、18ヤード、17ヤードのTDパスで38-35と逆転した。その後オイラーズもFGを決めて同点としたがオーバータイムにネイト・オドムスがインターセプトし、最後はスティーブ・クリスティのFGが決まりビルズは41-38で勝利した。
続いてAFC中地区優勝のピッツバーグ・スティーラーズ戦ではケリーとトーマスが欠場したが、ライクがパスで160ヤード獲得、2TDパス、インターセプトなし、ケネス・デービスが104ヤードを走り1TD、オイラーズ戦では38点を相手に許したディフェンスがFG1本の3点しか許さず24-3で勝利した。
AFCチャンピオンシップゲームではサンディエゴ・チャージャーズを31-0で破って勝ち上がったマイアミ・ドルフィンズと対戦した。この試合でもビルズのディフェンスはダン・マリーノからのインターセプト2回、ファンブルリカバー3回と5つのターンオーバーを奪い相手のランをわずか33ヤードに抑えた。オフェンスはクリスティの5本のFG、ケリーからトーマスへの17ヤードのスクリーンパス、ケネス・デービスの2ヤードのTDランで29-10でスーパーボウルに駒を進めた。ワイルドカードからスーパーボウルに進出したのはビルズで5チーム目となった。

### 試合前のニュースと話題
ビルズの方がカウボーイズより経験豊富な選手が多かったがNFCのチームがAFCのチームを圧倒していることからカウボーイズの勝利を予想する声の方が多かった。しかし多くのものは経験不足のカウボーイズの選手たちが大舞台でプレッシャーを感じてパニックを起こしミスするのではと考えた。またビルズのノーハドルオフェンスはカウボーイズの若いディフェンス選手を圧倒すると予想した。

## テレビ放映とエンターテイメント
この試合はNBCによって全米に中継された。実況はディック・エンバーグ、解説はボブ・トランピーが担当した。またNBCのスポーツキャスターのボブ・コスタスとマイク・ディトカも加わった。試合後にNBCはホミサイド/殺人捜査課を放送した。
ロサンゼルス大都市圏で行われた7回目（当時ニューオーリンズと並んで最多開催回数）、ローズボウルでは5度目の開催となった。以降ロサンゼルス近郊では2022年にSoFiスタジアム（イングルウッド）で行われた第56回スーパーボウルまで29年間、開催されることはなかった。
試合開始前のアメリカ国歌斉唱はガース・ブルックスが歌った。
コイントスはNBCで解説者を務めていたO・J・シンプソンが行った。
ハーフタイムショーにはマイケル・ジャクソンが登場した。これまでのハーフタイムショーと異なり彼のみがハーフタイムショーでのパフォーマンスを行った。ジャム、ビリー・ジーン、ブラック・オア・ホワイト、ヒール・ザ・ワールドを歌った。このハーフタイムショーの時間に合わせてFOXは前年の第26回スーパーボウルのハーフタイムショーを放送した。この年のハーフタイムショーはそれまでと異なりゲームよりも視聴率が高いものとなった。
日本テレビでは、実況を増田隆生、解説をレナウンローバーズの松岡秀樹が担当した。ゲストに川合俊一。
NHK衛星第一では、実況を和田源二、解説を後藤完夫が担当。

## 試合経過
| \| 開始 \| 開始 \| 開始 \| ボール保持 \| ドライブ \| ドライブ \| TOP \| 結果 \| 得点内容 \| 得点内容 \| 得点内容 \| 得点 \| 得点 \| \| Q \| 時間 \| 地点 \| ボール保持 \| P \| yd \| TOP \| 結果 \| yd \| 得点者 \| PAT \| ビルズ \| カウボーイズ \| \| ------------------------------------------------------------------------------------------------------------------------------- \| ------------------------------------------------------------------------------------------------------------------------------- \| ------------------------------------------------------------------------------------------------------------------------------- \| ------------------------------------------------------------------------------------------------------------------------------- \| ------------------------------------------------------------------------------------------------------------------------------- \| ------------------------------------------------------------------------------------------------------------------------------- \| ------------------------------------------------------------------------------------------------------------------------------- \| ------------------------------------------------------------------------------------------------------------------------------- \| ------------------------------------------------------------------------------------------------------------------------------- \| ------------------------------------------------------------------------------------------------------------------------------- \| ------------------------------------------------------------------------------------------------------------------------------- \| ------ \| ------------ \| \| 1 \| 15:00 \| 自陣20 \| ビルズ \| 4 \| 21 \| 1:41 \| パント \| — \| — \| — \| — \| — \| \| 1 \| 13:19 \| 自陣15 \| カウボーイズ \| 3 \| 1 \| 1:39 \| パント \| — \| — \| — \| — \| — \| \| 1 \| 11:40 \| 敵陣16 \| ビルズ \| 4 \| 16 \| 1:40 \| タッチダウン（ラン） \| 2 \| T.トーマス \| キック成功 \| 7 \| 0 \| \| 1 \| 10:00 \| 自陣28 \| カウボーイズ \| 6 \| 15 \| 3:39 \| パント \| — \| — \| — \| — \| — \| \| 1 \| 6:21 \| 自陣20 \| ビルズ \| 4 \| 30 \| 1:41 \| インターセプト \| — \| — \| — \| — \| — \| \| 1 \| 4:40 \| 敵陣47 \| カウボーイズ \| 6 \| 47 \| 3:04 \| タッチダウン（パス） \| 23 \| エイクマン→J.Novacek \| キック成功 \| 7 \| 7 \| \| 1 \| 1:36 \| 自陣10 \| ビルズ \| 1 \| \| 1:15 \| ファンブルリターンTD \| 2 \| J.Jones \| キック成功 \| 7 \| 14 \| \| 1-2 \| 1:21 \| 自陣42 \| ビルズ \| 6 \| 57 \| 4:22 \| インターセプト \| — \| — \| — \| — \| — \| \| 2 \| 11:59 \| 自陣20 \| カウボーイズ \| 7 \| 28 \| 3:49 \| パント \| — \| — \| — \| — \| — \| \| 2 \| 8:10 \| 自陣15 \| ビルズ \| 12 \| 82 \| 4:46 \| フィールドゴール成功 \| 21 \| S. Christie \| — \| 10 \| 14 \| \| 2 \| 3:24 \| 自陣28 \| カウボーイズ \| 5 \| 72 \| 1:30 \| タッチダウン（パス） \| 19 \| エイクマン→アービン \| キック成功 \| 10 \| 21 \| \| 2 \| 1:54 \| 自陣20 \| ビルズ \| 1 \| \| 0:11 \| ファンブルロスト \| — \| — \| — \| — \| — \| \| 2 \| 1:43 \| 敵陣18 \| カウボーイズ \| 1 \| 18 \| 0:07 \| タッチダウン（パス） \| 18 \| エイクマン→アービン \| キック成功 \| 10 \| 28 \| \| 2 \| 1:36 \| 自陣20 \| ビルズ \| 3 \| 14 \| 1:06 \| インターセプト \| — \| — \| — \| — \| — \| \| 2 \| 0:30 \| 自陣28 \| カウボーイズ \| 3 \| 27 \| 0:30 \| 前半終了 \| — \| — \| — \| — \| — \| \| 前半終了 \| \| \| \| \| \| \| \| \| \| \| \| \| \| 3 \| 15:00 \| 自陣21 \| カウボーイズ \| 12 \| 77 \| 6:39 \| フィールドゴール成功 \| 20 \| L. Elliott \| — \| 10 \| 31 \| \| 3 \| 8:21 \| 自陣27 \| ビルズ \| 6 \| 18 \| 2:21 \| パント \| — \| — \| — \| — \| — \| \| 3 \| 6:00 \| 自陣42 \| カウボーイズ \| 7 \| 20 \| 3:50 \| 第4ダウン失敗 \| — \| — \| — \| — \| — \| \| 3 \| 2:10 \| 自陣39 \| ビルズ \| 5 \| 61 \| 2:10 \| タッチダウン（パス） \| 40 \| F. Reich→D.Beebe \| キック成功 \| 17 \| 31 \| \| 4 \| 15:00 \| 自陣23 \| カウボーイズ \| 4 \| 28 \| 3:14 \| パント \| — \| — \| — \| — \| — \| \| 4 \| 11:46 \| 自陣12 \| ビルズ \| 3 \| 0 \| 0:52 \| パント \| — \| — \| — \| — \| — \| \| 4 \| 10:54 \| 自陣44 \| カウボーイズ \| 2 \| 56 \| 0:50 \| タッチダウン（パス） \| 45 \| エイクマン→A. Harper \| キック成功 \| 17 \| 38 \| \| 4 \| 10:04 \| 自陣20 \| ビルズ \| 2 \| 0 \| 0:23 \| インターセプト \| — \| — \| — \| — \| — \| \| 4 \| 9:41 \| 敵陣8 \| カウボーイズ \| 3 \| 8 \| 1:29 \| タッチダウン（ラン） \| 10 \| E.スミス \| キック成功 \| 17 \| 45 \| \| 4 \| 8:12 \| 自陣20 \| ビルズ \| 3 \| 2 \| 0:41 \| ファンブルリターンTD \| 9 \| K. Norton Jr. \| キック成功 \| 17 \| 52 \| \| 4 \| 7:31 \| 自陣25 \| ビルズ \| 1 \| \| 0:25 \| ファンブルロスト \| — \| — \| — \| — \| — \| \| 4 \| 7:06 \| 敵陣44 \| カウボーイズ \| 2 \| 1 \| 0:52 \| ファンブルロスト \| — \| — \| — \| — \| — \| \| 4 \| 6:14 \| 自陣47 \| ビルズ \| 6 \| 32 \| 1:32 \| ファンブルロスト \| — \| — \| — \| — \| — \| \| 4 \| \| \| カウボーイズ \| \| \| \| リターン中ファンブル \| — \| — \| — \| — \| — \| \| 4 \| 自陣20 \| 4:42 \| ビルズ \| 12 \| 60 \| 4:42 \| 試合終了 \| — \| — \| — \| — \| — \| \| P=プレー数、TOP=タイム・オブ・ポゼッション、PAT=ポイント・アフター・タッチダウン。 アメリカンフットボールの用語集 (en) も参照。 \| P=プレー数、TOP=タイム・オブ・ポゼッション、PAT=ポイント・アフター・タッチダウン。 アメリカンフットボールの用語集 (en) も参照。 \| P=プレー数、TOP=タイム・オブ・ポゼッション、PAT=ポイント・アフター・タッチダウン。 アメリカンフットボールの用語集 (en) も参照。 \| P=プレー数、TOP=タイム・オブ・ポゼッション、PAT=ポイント・アフター・タッチダウン。 アメリカンフットボールの用語集 (en) も参照。 \| P=プレー数、TOP=タイム・オブ・ポゼッション、PAT=ポイント・アフター・タッチダウン。 アメリカンフットボールの用語集 (en) も参照。 \| P=プレー数、TOP=タイム・オブ・ポゼッション、PAT=ポイント・アフター・タッチダウン。 アメリカンフットボールの用語集 (en) も参照。 \| P=プレー数、TOP=タイム・オブ・ポゼッション、PAT=ポイント・アフター・タッチダウン。 アメリカンフットボールの用語集 (en) も参照。 \| P=プレー数、TOP=タイム・オブ・ポゼッション、PAT=ポイント・アフター・タッチダウン。 アメリカンフットボールの用語集 (en) も参照。 \| P=プレー数、TOP=タイム・オブ・ポゼッション、PAT=ポイント・アフター・タッチダウン。 アメリカンフットボールの用語集 (en) も参照。 \| P=プレー数、TOP=タイム・オブ・ポゼッション、PAT=ポイント・アフター・タッチダウン。 アメリカンフットボールの用語集 (en) も参照。 \| P=プレー数、TOP=タイム・オブ・ポゼッション、PAT=ポイント・アフター・タッチダウン。 アメリカンフットボールの用語集 (en) も参照。 \| 17 \| 52 \| | | | | | | | | | | |        |              |
| 開始 | 開始 | 開始 | ボール保持 | ドライブ | ドライブ | TOP | 結果 | 得点内容 | 得点内容 | 得点内容 | 得点   | 得点         |
| Q | 時間 | 地点 | ボール保持 | P | yd | TOP | 結果 | yd | 得点者 | PAT | ビルズ | カウボーイズ |
| 1 | 15:00 | 自陣20 | ビルズ | 4 | 21 | 1:41 | パント | — | — | — | —      | —            |
| 1 | 13:19 | 自陣15 | カウボーイズ | 3 | 1 | 1:39 | パント | — | — | — | —      | —            |
| 1 | 11:40 | 敵陣16 | ビルズ | 4 | 16 | 1:40 | タッチダウン（ラン） | 2 | T.トーマス | キック成功 | 7      | 0            |
| 1 | 10:00 | 自陣28 | カウボーイズ | 6 | 15 | 3:39 | パント | — | — | — | —      | —            |
| 1 | 6:21 | 自陣20 | ビルズ | 4 | 30 | 1:41 | インターセプト | — | — | — | —      | —            |
| 1 | 4:40 | 敵陣47 | カウボーイズ | 6 | 47 | 3:04 | タッチダウン（パス） | 23 | エイクマン→J.Novacek | キック成功 | 7      | 7            |
| 1 | 1:36 | 自陣10 | ビルズ | 1 | | 1:15 | ファンブルリターンTD | 2 | J.Jones | キック成功 | 7      | 14           |
| 1-2 | 1:21 | 自陣42 | ビルズ | 6 | 57 | 4:22 | インターセプト | — | — | — | —      | —            |
| 2 | 11:59 | 自陣20 | カウボーイズ | 7 | 28 | 3:49 | パント | — | — | — | —      | —            |
| 2 | 8:10 | 自陣15 | ビルズ | 12 | 82 | 4:46 | フィールドゴール成功 | 21 | S. Christie | — | 10     | 14           |
| 2 | 3:24 | 自陣28 | カウボーイズ | 5 | 72 | 1:30 | タッチダウン（パス） | 19 | エイクマン→アービン | キック成功 | 10     | 21           |
| 2 | 1:54 | 自陣20 | ビルズ | 1 | | 0:11 | ファンブルロスト | — | — | — | —      | —            |
| 2 | 1:43 | 敵陣18 | カウボーイズ | 1 | 18 | 0:07 | タッチダウン（パス） | 18 | エイクマン→アービン | キック成功 | 10     | 28           |
| 2 | 1:36 | 自陣20 | ビルズ | 3 | 14 | 1:06 | インターセプト | — | — | — | —      | —            |
| 2 | 0:30 | 自陣28 | カウボーイズ | 3 | 27 | 0:30 | 前半終了 | — | — | — | —      | —            |
| 前半終了 | | | | | | | | | | |        |              |
| 3 | 15:00 | 自陣21 | カウボーイズ | 12 | 77 | 6:39 | フィールドゴール成功 | 20 | L. Elliott | — | 10     | 31           |
| 3 | 8:21 | 自陣27 | ビルズ | 6 | 18 | 2:21 | パント | — | — | — | —      | —            |
| 3 | 6:00 | 自陣42 | カウボーイズ | 7 | 20 | 3:50 | 第4ダウン失敗 | — | — | — | —      | —            |
| 3 | 2:10 | 自陣39 | ビルズ | 5 | 61 | 2:10 | タッチダウン（パス） | 40 | F. Reich→D.Beebe | キック成功 | 17     | 31           |
| 4 | 15:00 | 自陣23 | カウボーイズ | 4 | 28 | 3:14 | パント | — | — | — | —      | —            |
| 4 | 11:46 | 自陣12 | ビルズ | 3 | 0 | 0:52 | パント | — | — | — | —      | —            |
| 4 | 10:54 | 自陣44 | カウボーイズ | 2 | 56 | 0:50 | タッチダウン（パス） | 45 | エイクマン→A. Harper | キック成功 | 17     | 38           |
| 4 | 10:04 | 自陣20 | ビルズ | 2 | 0 | 0:23 | インターセプト | — | — | — | —      | —            |
| 4 | 9:41 | 敵陣8 | カウボーイズ | 3 | 8 | 1:29 | タッチダウン（ラン） | 10 | E.スミス | キック成功 | 17     | 45           |
| 4 | 8:12 | 自陣20 | ビルズ | 3 | 2 | 0:41 | ファンブルリターンTD | 9 | K. Norton Jr. | キック成功 | 17     | 52           |
| 4 | 7:31 | 自陣25 | ビルズ | 1 | | 0:25 | ファンブルロスト | — | — | — | —      | —            |
| 4 | 7:06 | 敵陣44 | カウボーイズ | 2 | 1 | 0:52 | ファンブルロスト | — | — | — | —      | —            |
| 4 | 6:14 | 自陣47 | ビルズ | 6 | 32 | 1:32 | ファンブルロスト | — | — | — | —      | —            |
| 4 | | | カウボーイズ | | | | リターン中ファンブル | — | — | — | —      | —            |
| 4 | 自陣20 | 4:42 | ビルズ | 12 | 60 | 4:42 | 試合終了 | — | — | — | —      | —            |
| P=プレー数、TOP=タイム・オブ・ポゼッション、PAT=ポイント・アフター・タッチダウン。 アメリカンフットボールの用語集 (en) も参照。 | P=プレー数、TOP=タイム・オブ・ポゼッション、PAT=ポイント・アフター・タッチダウン。 アメリカンフットボールの用語集 (en) も参照。 | P=プレー数、TOP=タイム・オブ・ポゼッション、PAT=ポイント・アフター・タッチダウン。 アメリカンフットボールの用語集 (en) も参照。 | P=プレー数、TOP=タイム・オブ・ポゼッション、PAT=ポイント・アフター・タッチダウン。 アメリカンフットボールの用語集 (en) も参照。 | P=プレー数、TOP=タイム・オブ・ポゼッション、PAT=ポイント・アフター・タッチダウン。 アメリカンフットボールの用語集 (en) も参照。 | P=プレー数、TOP=タイム・オブ・ポゼッション、PAT=ポイント・アフター・タッチダウン。 アメリカンフットボールの用語集 (en) も参照。 | P=プレー数、TOP=タイム・オブ・ポゼッション、PAT=ポイント・アフター・タッチダウン。 アメリカンフットボールの用語集 (en) も参照。 | P=プレー数、TOP=タイム・オブ・ポゼッション、PAT=ポイント・アフター・タッチダウン。 アメリカンフットボールの用語集 (en) も参照。 | P=プレー数、TOP=タイム・オブ・ポゼッション、PAT=ポイント・アフター・タッチダウン。 アメリカンフットボールの用語集 (en) も参照。 | P=プレー数、TOP=タイム・オブ・ポゼッション、PAT=ポイント・アフター・タッチダウン。 アメリカンフットボールの用語集 (en) も参照。 | P=プレー数、TOP=タイム・オブ・ポゼッション、PAT=ポイント・アフター・タッチダウン。 アメリカンフットボールの用語集 (en) も参照。 | 17     | 52           |

コイントスに勝ったビルズはリターンを選んだ。カウボーイズの最初の攻撃は、3回でパントを蹴ることになった。ビルズのスペシャルチームの一員、スティーブ・タスカーがパントをブロック、ビルズは敵陣16ヤードで攻撃権を獲得、4プレー後にトーマスの2ヤードのTDランで7-0と先制した。続く攻撃でカウボーイズは自陣40ヤードまでボールを進めた後、エミット・スミスが12ヤードを走ったがイリーガルフォーメーションの反則で罰退しエイクマンのパスは2本続けて失敗に終わるなどパントに終わった。ビルズはレオン・レットのラフィング・ザ・パサーの反則で15ヤード前進、リードへの21ヤードのパスでフィールド中央までボールを進めたがジェームズ・ワシントンのインターセプトでボールを失いカウボーイズは敵陣47ヤードで攻撃権を得た。6プレー後、ノバチェクへの23ヤードのTDパスで試合は7-7となった。
続くビルズの最初のプレーでヘイリーがケリーをサック、ファンブルしたボールをジミー・ジョーンズがリターンTDをあげてカウボーイズは14-7と逆転した。ビルズは次の攻撃でリードへの40ヤードのパスが決まり4ヤード地点でファーストダウンを獲得したが第3ダウンにケネス・デービスのランがケン・ノートン・ジュニアに止められるなど、3回の攻撃でタッチダウンを奪えず第4ダウン残り1ヤードでケリーが投げたパスはエンドゾーンでトーマス・エベレットがインターセプトした。
ビルズの次の攻撃ではケリーがケン・ノートン・ジュニアのヒットを受けてシーズン序盤に痛めたひざを負傷しサイドラインに下がった。交代出場したライクのリードへの38ヤードのパスで敵陣22ヤードまで攻め込み第3ダウンで敵陣1ヤードまで攻め込んだがトーマスが止められビルズはクリスティのFGで10-14と4点差に迫り前半残り時間は3分24秒となった。カウボーイズはスミスの38ヤードのランでレッドゾーンまで攻め込み最後はアービンへの19ヤードのタッチダウンパスでわずか5プレイでタッチダウンをあげ21-10とリードを広げた。次のビルズの攻撃ではトーマスがスイングパスをキャッチしたがレオン・レットのヒットを受けてボールをファンブルジョーンズがビルズ陣18ヤード地点でリカバーした。エイクマンからアービンへのこの日2本目のTDパスが決まり28-10となった。アービンはスーパーボウル史上7人目となる1試合2タッチダウンレシーブした選手となった（同一クォーターに2TDレシーブしたのは第22回のリッキー・サンダースに次いで2人目）。前半残り1分少々残したところでビルズはハンドオフの際にミスを起こしファンブルしたがケネス・デービスがこれをリカバーした。しかし2プレー後ラリー・ブラウンが自陣28ヤード地点でライクのパスをインターセプト、カウボーイズが28-10とリードして前半を終えた。
カウボーイズは後半最初のドライブ、11プレイで77ヤードボールを進めたがタッチダウンを奪えずリン・エリオットのFGで3点を加え31-10とした。第3Q終了間際にライクからビービーへの40ヤードのTDパスが決まり31-17となった。ここまでターンオーバー5回を数えたもののビルズはわずか14点のビハインドで第4Qを迎えることとなった。プレーオフで32点差を逆転勝ちしたビルズにとってまだまだ十分逆転可能な得点差であった。
しかし第4Qに入りエイクマンからハーパーへの45ヤードのTDパス、エベレットがこの日2回目となるインターセプトの後、22ヤードをリターンしてビルズ陣8ヤードまでボールを戻し最後はエミット・スミスが10ヤードのTDランをあげて45-17となった。さらにショットガン隊形からのスナップが高くなりライクがボールをファンブル、ケン・ノートン・ジュニアがリカバーしリターンTDをあげ52-17となった。その後お互いファンブルで攻撃権を失った後、ビルズは敵陣31ヤードまでボールを進めたがライクがジム・ジェフコートにサックされレオン・レットがこれをリカバーした。レットは自陣35ヤード地点から64ヤードをリターンしたがエンドゾーン目前で追いついたビービーにボールをエンドゾーンにはじかれタッチバックとなった。レットがTDをあげた場合、3シーズン前の第24回スーパーボウルでフォーティナイナーズがあげた55得点を上回る新記録となるところであった。
エミット・スミスがこの試合トップとなる108ヤードを走り1タッチダウンをあげると共に6回のキャッチで27ヤードを獲得した。またアービンは6回のキャッチで114ヤード、2タッチダウン、ノバチェクは8回のキャッチで72ヤード、1タッチダウン、レットは1サック、1ファンブルリカバー、2ファンブルフォースの成績を残した。
ライクとケリーは合わせてパス38本中22本を成功、276ヤードを投げて1タッチダウンをあげたが4インターセプトを喫した。レギュラーシーズン、ランとレシーブで2,113ヤードを獲得したトーマスは合計で29ヤードにとどまった。リードが8回のキャッチで152ヤード、ケネス・デービスがランで86ヤード、パスキャッチ3回で16ヤード、キックオフリターンで21ヤード、合計123ヤードを獲得した。
アービンとリードはそろって100ヤードを超えたが両チームからレシーブで100ヤードを超える選手が現れたのは初めてであった。またリードの152ヤードは敗れたチームの選手としては新記録であった。

## スターティングラインアップ
| バッファロー・ビルズ                     | ポジション | ダラス・カウボーイズ                     |
| ---------------------------------------- | ---------- | ---------------------------------------- |
| オフェンス                               |            |                                          |
| ジェームズ・ロフトン James Lofton        | WR         | アルビン・ハーパー Alvin Harper          |
| ウィル・ウルフォード Will Wolford        | LT         | マーク・トゥイネイ Mark Tuinei           |
| ジム・リッチャー Jim Ritcher             | LG         | ネイト・ニュートン Nate Newton           |
| ケント・ハル Kent Hull                   | C          | マーク・ステプノスキー Mark Stepnoski    |
| グレン・パーカー Glenn Parker            | RG         | ジョン・ゲセック John Gesek              |
| ハワード・バラード Howard Ballard        | RT         | エリック・ウィリアムズ Erik Williams     |
| ピート・メッツェラーズ Pete Metzelaars   | TE         | ジェイ・ノバチェク Jay Novacek           |
| アンドレ・リード Andre Reed              | WR         | マイケル・アービン Michael Irvin         |
| ジム・ケリー Jim Kelly                   | QB         | トロイ・エイクマン Troy Aikman           |
| サーマン・トーマス Thurman Thomas        | RB         | エミット・スミス Emmitt Smith            |
| ドン・ビービー Don Beebe                 | WR-FB      | ダリル・ジョンストン Daryl Johnston      |
| ディフェンス                             |            |                                          |
| フィル・ハンセン Phil Hansen             | LE         | トニー・トルバート Tony Tolbert          |
| ジェフ・ライト Jeff Wright               | NT-LDT     | ラッセル・メリーランド Russell Maryland  |
| ブルース・スミス Bruce Smith             | RE-RDT     | トニー・カシラス Tony Casillas           |
| マーカス・パットン Marvcus Patton        | LOLB-RE    | チャールズ・ヘイリー Charles Haley       |
| シェーン・コンラン Shane Conlan          | LILB-LOLB  | ケン・ノートン・ジュニア Ken Norton, Jr. |
| コーネリアス・ベネット Cornelius Bennett | RILB-MLB   | ロバート・ジョーンズ Robert Jones        |
| ダリル・タリー Darryl Talley             | ROLB       | ビンソン・スミス Vinson Smith            |
| ジェームズ・ウィリアムス James Williams  | LCB        | ラリー・ブラウン Larry Brown             |
| ネイト・オドムス Nate Odomes             | RCB        | ケビン・スミス Kevin Smith               |
| ヘンリー・ジョーンズ Henry Jones         | SS         | トーマス・エベレット Thomas Everett      |
| マーク・ケルソー Mark Kelso              | FS         | ジェームズ・ワシントン James Washington  |
| スペシャルチーム                         |            |                                          |
| スティーブ・クリスティ Steve Christie    | K          | リン・エリオット Lin Elliott             |
| クリス・モーア Chris Mohr                | P          | マイク・サクソン Mike Saxon              |
| ヘッドコーチ                             |            |                                          |
| マーブ・リービー Marv Levy               |            | ジミー・ジョンソン Jimmy Johnson         |

## トーナメント表
|  | |                                               |                                               |                        |                        |                                     |                                     |                                     |                                    |                                    |                                    |                                      |                                      |                                      |  |  |  |  |
|  | 1993年1月3日 リッチ・スタジアム | 1993年1月3日 リッチ・スタジアム               | 1993年1月3日 リッチ・スタジアム               |                        |                        | 1月9日 スリー・リバース・スタジアム | 1月9日 スリー・リバース・スタジアム | 1月9日 スリー・リバース・スタジアム |                                    |                                    |                                    |                                      |                                      |                                      |  |  |  |  |
|  | 1993年1月3日 リッチ・スタジアム | 1993年1月3日 リッチ・スタジアム               | 1993年1月3日 リッチ・スタジアム               |                        |                        | 1月9日 スリー・リバース・スタジアム | 1月9日 スリー・リバース・スタジアム | 1月9日 スリー・リバース・スタジアム |                                    |                                    |                                    |                                      |                                      |                                      |  |  |  |  |
|  | 1993年1月3日 リッチ・スタジアム | 1993年1月3日 リッチ・スタジアム               | 1993年1月3日 リッチ・スタジアム               |                        |                        | 1月9日 スリー・リバース・スタジアム | 1月9日 スリー・リバース・スタジアム | 1月9日 スリー・リバース・スタジアム |                                    |                                    |                                    |                                      |                                      |                                      |  |  |  |  |
|  | 1993年1月3日 リッチ・スタジアム | 1993年1月3日 リッチ・スタジアム               | 1993年1月3日 リッチ・スタジアム               |                        |                        | 1月9日 スリー・リバース・スタジアム | 1月9日 スリー・リバース・スタジアム | 1月9日 スリー・リバース・スタジアム |                                    |                                    |                                    |                                      |                                      |                                      |  |  |  |  |
|  | 5 | オイラーズ                                    | 38                                            |                        |                        | 1月9日 スリー・リバース・スタジアム | 1月9日 スリー・リバース・スタジアム | 1月9日 スリー・リバース・スタジアム |                                    |                                    |                                    |                                      |                                      |                                      |  |  |  |  |
|  | 5 | オイラーズ                                    | 38                                            | 4                      | ビルズ                 | 24                                  |                                     |                                     |                                    |                                    |                                    |                                      |                                      |                                      |  |  |  |  |
|  | 4 | ビルズ                                        | 41*                                           | 4                      | ビルズ                 | 24                                  |                                     |                                     | 1月17日 ジョー・ロビー・スタジアム | 1月17日 ジョー・ロビー・スタジアム | 1月17日 ジョー・ロビー・スタジアム |                                      |                                      |                                      |  |  |  |  |
|  | 4 | ビルズ                                        | 41*                                           | 1                      | スティーラーズ         | 3                                   |                                     |                                     | 1月17日 ジョー・ロビー・スタジアム | 1月17日 ジョー・ロビー・スタジアム | 1月17日 ジョー・ロビー・スタジアム |                                      |                                      |                                      |  |  |  |  |
|  | |                                               |                                               | 1                      | スティーラーズ         | 3                                   |                                     |                                     | 1月17日 ジョー・ロビー・スタジアム | 1月17日 ジョー・ロビー・スタジアム | 1月17日 ジョー・ロビー・スタジアム |                                      |                                      |                                      |  |  |  |  |
|  | AFC |                                               |                                               |                        |                        |                                     |                                     |                                     | 1月17日 ジョー・ロビー・スタジアム | 1月17日 ジョー・ロビー・スタジアム | 1月17日 ジョー・ロビー・スタジアム |                                      |                                      |                                      |  |  |  |  |
|  | 1993年1月2日 ジャック・マーフィー・スタジアム | 1993年1月2日 ジャック・マーフィー・スタジアム | 1993年1月2日 ジャック・マーフィー・スタジアム | 4                      | ビルズ                 | 29                                  |                                     |                                     |                                    |                                    |                                    |                                      |                                      |                                      |  |  |  |  |
|  | 1993年1月2日 ジャック・マーフィー・スタジアム | 1993年1月2日 ジャック・マーフィー・スタジアム | 1993年1月2日 ジャック・マーフィー・スタジアム | 4                      | ビルズ                 | 29                                  | 1月10日 ジョー・ロビー・スタジアム  |                                     |                                    |                                    |                                    |                                      |                                      |                                      |  |  |  |  |
|  | 1993年1月2日 ジャック・マーフィー・スタジアム | 1993年1月2日 ジャック・マーフィー・スタジアム | 1993年1月2日 ジャック・マーフィー・スタジアム |                        | 2                      | ドルフィンズ                        | 10                                  |                                     |                                    |                                    |                                    |                                      |                                      |                                      |  |  |  |  |
|  | 1993年1月2日 ジャック・マーフィー・スタジアム | 1993年1月2日 ジャック・マーフィー・スタジアム | 1993年1月2日 ジャック・マーフィー・スタジアム |                        | 2                      | ドルフィンズ                        | 10                                  |                                     |                                    |                                    |                                    |                                      |                                      |                                      |  |  |  |  |
|  | 6 | チーフス                                      | 0                                             | AFC チャンピオンシップ | AFC チャンピオンシップ | AFC チャンピオンシップ              |                                     |                                     |                                    |                                    |                                    |                                      |                                      |                                      |  |  |  |  |
|  | 6 | チーフス                                      | 0                                             | AFC チャンピオンシップ | AFC チャンピオンシップ | AFC チャンピオンシップ              | 3                                   | チャージャーズ                      | 0                                  |                                    |                                    |                                      |                                      |                                      |  |  |  |  |
|  | 3 | チャージャーズ                                | 17                                            | AFC チャンピオンシップ | AFC チャンピオンシップ | AFC チャンピオンシップ              | 3                                   | チャージャーズ                      | 0                                  |                                    |                                    | 1月31日 ローズボウル                 | 1月31日 ローズボウル                 | 1月31日 ローズボウル                 |  |  |  |  |
|  | 3 | チャージャーズ                                | 17                                            | AFC チャンピオンシップ | AFC チャンピオンシップ | AFC チャンピオンシップ              | 2                                   | ドルフィンズ                        | 31                                 |                                    |                                    | 1月31日 ローズボウル                 | 1月31日 ローズボウル                 | 1月31日 ローズボウル                 |  |  |  |  |
|  | ワイルドカード・プレーオフ |                                               |                                               |                        |                        |                                     | 2                                   | ドルフィンズ                        | 31                                 |                                    |                                    | 1月31日 ローズボウル                 | 1月31日 ローズボウル                 | 1月31日 ローズボウル                 |  |  |  |  |
|  | ディビジョナル・プレーオフ |                                               |                                               |                        |                        |                                     |                                     |                                     |                                    |                                    |                                    | 1月31日 ローズボウル                 | 1月31日 ローズボウル                 | 1月31日 ローズボウル                 |  |  |  |  |
|  | 1993年1月3日 ルイジアナ・スーパードーム | 1993年1月3日 ルイジアナ・スーパードーム       | 1993年1月3日 ルイジアナ・スーパードーム       | A4                     | ビルズ                 | 17                                  |                                     |                                     |                                    |                                    |                                    |                                      |                                      |                                      |  |  |  |  |
|  | 1993年1月3日 ルイジアナ・スーパードーム | 1993年1月3日 ルイジアナ・スーパードーム       | 1993年1月3日 ルイジアナ・スーパードーム       | A4                     | ビルズ                 | 17                                  | 1月10日 テキサス・スタジアム        |                                     |                                    |                                    |                                    |                                      |                                      |                                      |  |  |  |  |
|  | 1993年1月3日 ルイジアナ・スーパードーム | 1993年1月3日 ルイジアナ・スーパードーム       | 1993年1月3日 ルイジアナ・スーパードーム       |                        | N2                     | カウボーイズ                        | 52                                  |                                     |                                    |                                    |                                    |                                      |                                      |                                      |  |  |  |  |
|  | 1993年1月3日 ルイジアナ・スーパードーム | 1993年1月3日 ルイジアナ・スーパードーム       | 1993年1月3日 ルイジアナ・スーパードーム       |                        | N2                     | カウボーイズ                        | 52                                  |                                     |                                    |                                    |                                    |                                      |                                      |                                      |  |  |  |  |
|  | 5 | イーグルス                                    | 36                                            | 第27回スーパーボウル   | 第27回スーパーボウル   | 第27回スーパーボウル                |                                     |                                     |                                    |                                    |                                    |                                      |                                      |                                      |  |  |  |  |
|  | 5 | イーグルス                                    | 36                                            | 第27回スーパーボウル   | 第27回スーパーボウル   | 第27回スーパーボウル                | 5                                   | イーグルス                          | 10                                 |                                    |                                    |                                      |                                      |                                      |  |  |  |  |
|  | 4 | セインツ                                      | 20                                            | 第27回スーパーボウル   | 第27回スーパーボウル   | 第27回スーパーボウル                | 5                                   | イーグルス                          | 10                                 |                                    |                                    | 1月17日 キャンドルスティック・パーク | 1月17日 キャンドルスティック・パーク | 1月17日 キャンドルスティック・パーク |  |  |  |  |
|  | 4 | セインツ                                      | 20                                            | 第27回スーパーボウル   | 第27回スーパーボウル   | 第27回スーパーボウル                | 2                                   | カウボーイズ                        | 34                                 |                                    |                                    | 1月17日 キャンドルスティック・パーク | 1月17日 キャンドルスティック・パーク | 1月17日 キャンドルスティック・パーク |  |  |  |  |
|  | |                                               |                                               |                        |                        |                                     | 2                                   | カウボーイズ                        | 34                                 |                                    |                                    | 1月17日 キャンドルスティック・パーク | 1月17日 キャンドルスティック・パーク | 1月17日 キャンドルスティック・パーク |  |  |  |  |
|  | NFC |                                               |                                               |                        |                        |                                     |                                     |                                     |                                    |                                    |                                    | 1月17日 キャンドルスティック・パーク | 1月17日 キャンドルスティック・パーク | 1月17日 キャンドルスティック・パーク |  |  |  |  |
|  | 1993年1月2日 HHHメトロドーム | 1993年1月2日 HHHメトロドーム                  | 1993年1月2日 HHHメトロドーム                  | 2                      | カウボーイズ           | 30                                  |                                     |                                     |                                    |                                    |                                    |                                      |                                      |                                      |  |  |  |  |
|  | 1993年1月2日 HHHメトロドーム | 1993年1月2日 HHHメトロドーム                  | 1993年1月2日 HHHメトロドーム                  | 2                      | カウボーイズ           | 30                                  | 1月9日 キャンドルスティック・パーク |                                     |                                    |                                    |                                    |                                      |                                      |                                      |  |  |  |  |
|  | 1993年1月2日 HHHメトロドーム | 1993年1月2日 HHHメトロドーム                  | 1993年1月2日 HHHメトロドーム                  |                        | 1                      | 49ers                               | 20                                  |                                     |                                    |                                    |                                    |                                      |                                      |                                      |  |  |  |  |
|  | 1993年1月2日 HHHメトロドーム | 1993年1月2日 HHHメトロドーム                  | 1993年1月2日 HHHメトロドーム                  |                        | 1                      | 49ers                               | 20                                  |                                     |                                    |                                    |                                    |                                      |                                      |                                      |  |  |  |  |
|  | 6 | レッドスキンズ                                | 24                                            | NFC チャンピオンシップ | NFC チャンピオンシップ | NFC チャンピオンシップ              |                                     |                                     |                                    |                                    |                                    |                                      |                                      |                                      |  |  |  |  |
|  | 6 | レッドスキンズ                                | 24                                            | NFC チャンピオンシップ | NFC チャンピオンシップ | NFC チャンピオンシップ              | 6                                   | レッドスキンズ                      | 13                                 |                                    |                                    |                                      |                                      |                                      |  |  |  |  |
|  | 3 | バイキングス                                  | 7                                             | NFC チャンピオンシップ | NFC チャンピオンシップ | NFC チャンピオンシップ              | 6                                   | レッドスキンズ                      | 13                                 |                                    |                                    |                                      |                                      |                                      |  |  |  |  |
|  | 3 | バイキングス                                  | 7                                             | NFC チャンピオンシップ | NFC チャンピオンシップ | NFC チャンピオンシップ              | 1                                   | 49ers                               | 20                                 |                                    |                                    |                                      |                                      |                                      |  |  |  |  |
|  | |                                               |                                               |                        |                        |                                     | 1                                   | 49ers                               | 20                                 |                                    |                                    |                                      |                                      |                                      |  |  |  |  |
|  | - 対戦カード及びスタジアムはシード順で決定される。 そのラウンドに登場する最上位チームが最下位チームとホームで対戦、残った2チームが上位チームのホームで対戦する。 - スーパーボウル開催地は事前にオーナー会議で決定。 - チーム名の左の数字は、1992年レギュラーシーズンの結果に基づいて決定されたシード順。 - * は延長戦決着 - 日付はアメリカ東部時間 |                                               |                                               |                        |                        |                                     |                                     |                                     |                                    |                                    |                                    |                                      |                                      |                                      |  |  |  |  |